# عدم المساواة تجاه المتحولين جنسيا
عدم المساواة تجاه المتحولين جنسيًا (أو مغايري النوع الاجتماعي أو العابرين جنسيًا) هو الحماية غير المتساوية التي يحصل عليها الأشخاص المتحولين جنسيًا في العمل والمدرسة والمجتمع بشكل عام. يواجه الأشخاص المغايرون بانتظام المضايقات برهاب المتحولين جنسيًا. إن أحد أكبر الأسباب التي يواجه فيها المتحولين جنسيًا عدم المساواة في نهاية المطاف يرجع إلى عدم وجود فهم عام لهم.

## عدم المساواة تجاه المتحولين جنسيًا في المجتمع

### في العمل
يمكن أن يواجه العمال المغايرون بالنوع الاجتماعي وقتًا صعبًا في التكيف مع مكان العمل التقليدي بسبب معايير النوع الاجتماعي الراسخة التي تحد من الأدوار الجندرية المتصورة والمتوقعة منهم. يمكن حدوث إغاظة و/أو تمييز محتملين بين الزملاء، واللذان يؤثران بشكل أكبر على الحالة العاطفية للعمال المتحولين جنسيًا. يتراجع أرباب العمل في بعض الأحيان عن عروض وفرص العمل بسبب التمييز ضد العمال ذوي الهويات الجندرية المختلفة.
حُرِمت المحققة السابقة والمخضرمة في الشرطة ميا ميسي في عام 2012 من منصبها كأخصائية في المقذوفات في مختبر مكتب الكحول والتبغ والأسلحة النارية والمتفجرات الفيدرالي بسبب مغايرة هويتها الجندرية. أُثيرت هذه المسألة مع لجنة تكافؤ فرص العمل الأمريكية، فقررت حماية الأشخاص المتحولين جنسيًا من التمييز بين الموظفين وأصحاب العمل من خلال قانون الحقوق المدنية. قاد هذا الحدث حبس رهن منزل عائلتها، ولكنها كانت ممتنة للحكم النهائي.
أعطى مجلس الشيوخ الأمريكي في 7 نوفمبر عام 2013 الموافقة النهائية على تمرير تشريع يحظر بشكل فعال عذر القطاع الخاص أو العام المتعلق بالترقيات والدفع والتوظيف بناءً على التوجه الجنسي أو الهوية الجندرية؛ وذلك في القانون المتعلق بالتمييز ضد المتحولين جنسيًا. حدث ذلك للاعتراف بمساحة أكثر عدالة في مكان العمل، وذلك مع ملاحظة المصداقية والإنجازات دون أن تتأثر بعوامل لا تفشل فقط في إقامة علاقات مباشرة مع هذه الجوانب، ولكن أيضًا تلك التي تكون عرضة للتحيز من الموظفين وأرباب العمل والمنتسبين.
ما يزال مغايرو النوع الاجتماعي يتقاضون أجورًا أقل بكثير مقارنة بالأشخاص متوافقي النوع الاجتماعي، وذلك على الرغم من وجود تشريعات متعلقة بالأجور في الولايات المتحدة. يُعد مغايرو النوع الاجتماعي في المتوسط أكثر عرضة للبطالة بثلاث مرات من الأشخاص المتوافقين، ويتلقون أجرًا أقل منهم في حال توظفوا في جميع أنحاء أمريكا. يعيش مغايرو النوع الاجتماعي بالفقر أكثر بضعفين من الأشخاص المتوافقين؛ ويرجع ذلك ربما بشكل نسبي إلى التكاليف الباهظة للانتقال من نوع اجتماعي إلى آخر، والتي تشمل تكلفة الجراحة المحتملة بالإضافة إلى استخدام الهرمونات.
يرفض نظام الخدمة الانتقائية في الولايات المتحدة منذ عام 2018 السماح أو الاعتراف بصلاحية تغيير الجنس من ذكر إلى أنثى، وبالتالي «يُطلب من مواطني الولايات المتحدة أو المهاجرين الذين ولدوا ذكورًا وغيروا نوعهم الاجتماعي إلى أنثى التسجيل مرة أخرى».

### في المدرسة
يمكن للمتحولين جنسيًا في سن مبكرة مواجهة بعض المشاكل، وذلك عندما تتعارض هويتهم مع الحكم الصادر عن البروتوكول المدرسي التقليدي، سواء كان عامًا أو خاصًا. يمكن أن يأتي التمييز من زملاء الدراسة الذين يضايقون أو يضرون جسديًا الأشخاص المتحولين جنسيًا نتيجة للرهاب الذين يملكونه ضدهم. حُدِّد يوم ذكرى المتحولين جنسيًا لتقديم الاحترام والاهتمام بغير المتوافقين بالنوع الاجتماعي الذين قُتلوا بسبب أفعال متعصبة. يُعترف بهذا الحدث السنوي الذي حُدِّد في 20 نوفمبر دوليًا في المدارس والأحياء والكنائس. يؤثر الإجهاد العقلي والبدني بأشكال مختلفة من اعتداء الأقران بشكل سلبي على الطلاب الذين يُظهروا مغايرتهم للنوع الاجتماعي.

### في الجامعة
اكتُشِفت احتياجات طلاب الجامعات من مجموعة المتحولين جنسيًا إلى حد كبير خلال السنوات القليلة الماضية، ولكن هذه المعلومات اقتصرت بالكامل تقريبًا على الكليات والجامعات المحددة بأربع سنوات.
يمكن نسب المراقبة والتمييز اللذان يواجههما مغايرو النوع الاجتماعي في الجامعة إلى ضرورة اختيار الثنائية الجندرية الذي سيعلنون عنها أمام الناس. إن أحد الأمثلة الرئيسية على ذلك هو تحديد الحمام الذي يجب استخدامه في الأماكن العامة. يواجه مغايرو النوع الاجتماعي اتخاذ القرار بشأن استخدام الحمام الذي يتوافق مع هويتهم الجندرية، أو الحمام الذي يتوافق مع الجنس الذي حُدِّد عند الولادة. يجب على الناس تحديد المجموعة التي يختارونها عندما تكون المهمات أو المجموعات مقسمة حسب الجنس. يمثل ملء المعاملات الورقية أيضًا تحديًا بسبب احتمال اعتبارهم من نوع اجتماعي آخر، وذلك على الرغم من شعورهم الخاص بماهية نوعهم الاجتماعي.
يواجه مغايرو النوع الاجتماعي عدم المساواة عند التقديم لدى الجامعات. قدمت فتاة مغايرة للنوع الاجتماعي في كلية سميث، ورُفضت لأن ولايتها الأم لا تزال تحددها على أنها ذكر. أُعيدت رسوم الطلب لها برسالة تقول إن «سميث هي جامعة نسائية، مما يعني أن المتقدمين الجامعيين في سميث يجب أن يكونوا من الإناث في الطلب».
صوت النظام المدرسي في جامعة كارولينا الشمالية على حظر أي سكن محايد جندريًا في حرمها الجامعي في عام 2013. أشار مقال في صحيفة واشنطن بوست في فبراير عام 2014 إلى أن حوالي 150 مدرسة أمريكية لديها برامج إسكان محايدة جندريًا.
يمكن للكليات تنفيذ عدد من التقنيات والحلول المختلفة لجعل مجتمعها أكثر ترحيبًا بمجتمع المتحولين جنسيًا.
تعد فعاليات وأنشطة الحرم الجامعي عنصرًا رئيسيًا في جعل أي طالب جامعي يشعر بأنه مشارك ومتصل بمجتمعه وزملائه الطلاب. كلما زاد مشاركة الطالب في الحرم الجامعي وفعاليات المجتمع، أصبح أداء الطالب أفضل، ليس اجتماعيًا فحسب، بل أكاديميًا أيضًا. يمكن للجامعات أن تزيد من وعي الحرم الجامعي من خلال استضافة فعاليات توعية حول المتحولين جنسيًا، والتي يمكن أن تساعدهم بالشعور بأنهم مفهومين، وكذلك لتثقيف عامة الطلاب حول قضايا المتحولين جنسيًا. لا تتناسب خدمات الدعم التي تشكلها مجتمعات الميم في كثير من الأحيان بشكل صحيح مع القضايا الخاصة بالمتحولين جنسيًا، وبالتالي فإن هؤلاء الأشخاص غالبًا ما يجتمعون في الحرم الجامعي لإنشاء مجموعة دعم خاصة بهم.

## الحقوق القانونية للمتحولين جنسيًا في الولايات المتحدة
لا يوجد حاليًا تمييز تجاه المتحولين جنسيًا ضد شخص يحاول تغيير اسمه بسبب هويته الجندرية. يتطلب تغيير شهادة الميلاد إما إثبات العلاج الجراحي أو أمرًا من المحكمة من أجل التغيير (اعتمادًا على الحالة)، ولكن لم يُمنح هذا الحق في بعض الولايات على الرغم من ذلك. يمكن للشخص أيضًا تغيير علامة الجندر في بطاقة الضمان الاجتماعي الخاصة به، ولا يتطلب هذا إثبات العلاج الجراحي.
مُرِّر قانون عدم التمييز في العمل، وهو مشروع قانون من شأنه إقرار عدم شرعية التمييز ضد أفراد مجتمع الميم في مكان العمل، في مجلس الشيوخ الأمريكي في 7 نوفمبر عام 2013. كانت هذه المرة الأولى في التاريخ التي يمر فيها مشروع قانون عدم التمييز في العمل ضد المتحولين جنسيًا في مجلس الشيوخ. لوحِظ أيضًا أن هذا القانون مُرِّر بأغلبية حزبية.
عكست إدارة ترامب سياسة أوباما التي استخدمت الباب السابع من قانون الحقوق المدنية إلى حماية الموظفين المغايرين للنوع الاجتماعي من التمييز من خلال وزارة العدل في عام 2017.